# رزاق ادگبیته
رزاق ادگبیته (انگلیسی: Razaq Adegbite؛ زادهٔ ۲۰ دسامبر ۱۹۹۲) بازیکن فوتبال اهل نیجریه است که در پست مهاجم بازی می‌کند.
وی در تیم‌های ملی فوتبال زیر ۱۷ سال نیجریه و زیر ۲۰ سال نیجریه بازی کرده است.